# فوتبال هسته‌ای

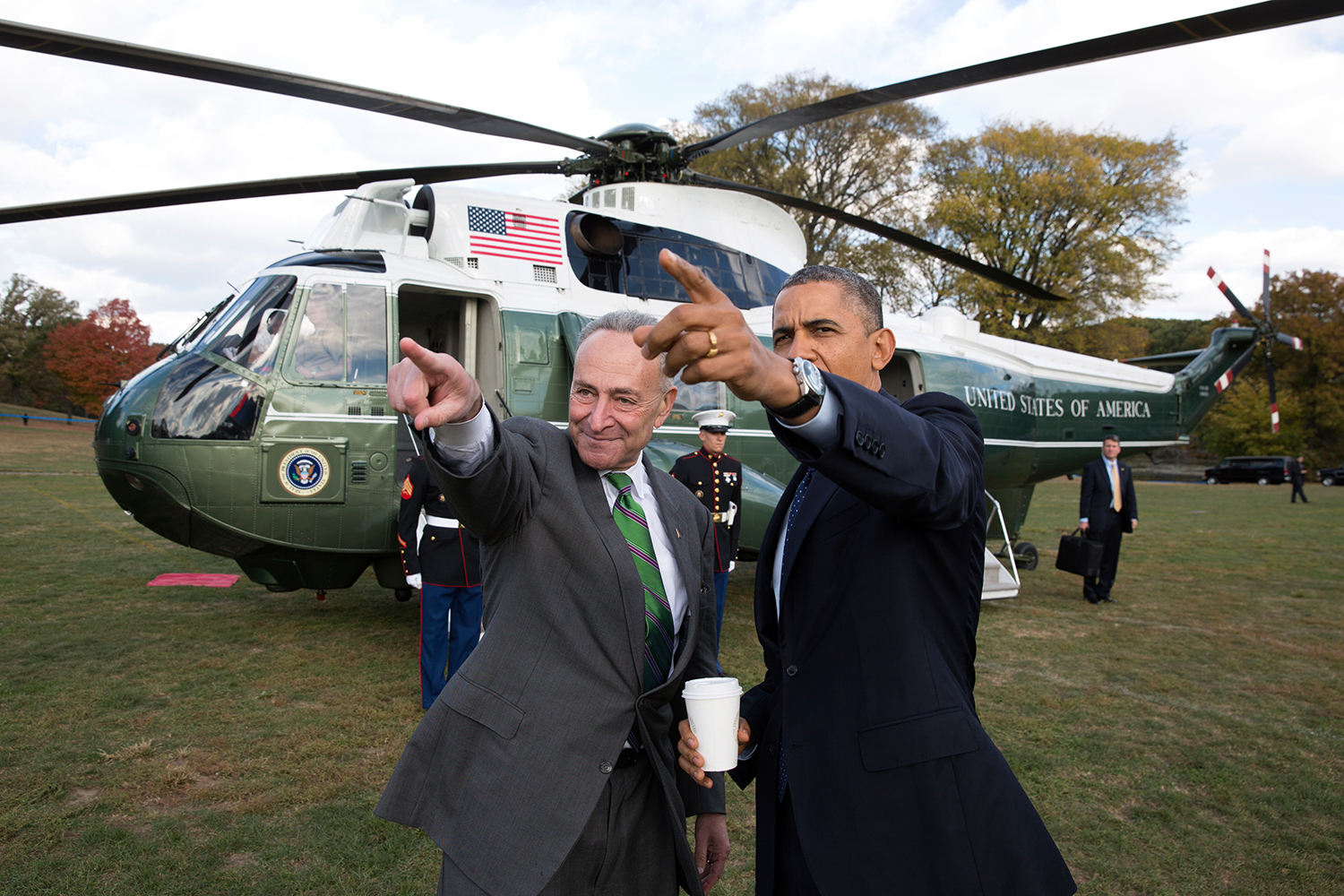
این تصویر رئیس‌جمهور وقت ایالات متحده، باراک اوباما، را در کنار یکی از مقامات نشان می‌دهد که در حال اشاره به یک نقطه خاص هستند. این صحنه نمادی از امنیت و اقدامات لازم برای همراهی رئیس‌جمهور با چمدان حاوی کدهای هسته‌ای، معروف به "فوتبال هسته‌ای" است.

فوتبال هسته‌ای (به انگلیسی: Nuclear football) چمدانی است که رئیس‌جمهور ایالات متحده آمریکا هنگامی که دور از مراکز فرمان ثابت است برای صدور فرمان حمله یا دفاع با جنگ‌افزار هسته‌ای از آن استفاده می‌کند.

## پیشینه
هری ترومن باور داشت که جنگ‌افزار هسته‌ای ابزاری سیاسی است و باید تحت کنترل یک سیاستمدار باشد.
این وسیله «کمکی» طی بحران موشکی کوبا در دهه ۱۹۶۰ میلادی، بخاطر نگرانی رئیس‌جمهور آمریکا جان اف. کندی در رابطه با توانایی نسبتاً مطلق صدور فرمان حمله، توسط رئیس ستاد مشترک سه قوه طراحی شد.

## خصوصیات
این کیف که یک پوشش چرمی دارد حدود ۲۰ کیلوگرم وزن دارد.

## محتویات
به نوشته بیل گالی، یکی از مدیران پیشین ادارهٔ نظامی کاخ سفید در ۱۹۸۰ چهار چیز در فوتبال هسته‌ای وجود دارد:
- یک کارت پلاستیکی با مدار مجتمع به ابعاد ۳ اینچ (۷٫۳ سانتی‌متر) در ۵ اینچ، معروف به «بیسکویت»[۳] این کارت حاوی کُدهای ضروری موردنیاز رئیس‌جمهور در شرایط اضطراری است.[۴]
- یک پوشه کاغذی دارای ۸ تا ۱۰ برگ با موضوع دستورالعمل فعال‌سازی سیستم هشدار اضطراری
- یک کتاب شامل فهرست مکان‌های محرمانه در سراسر ایالات متحده که رئیس‌جمهور می‌تواند در مواقع اضطراری، در آن‌ها مستقر شود. این کتاب، سیاه‌رنگ است و ابعادی در حدود ۲۳×۳۰ سانتی‌متر دارد.[۵]
- یک کتاب سیاه که شامل گزینه‌های موجود برای حملهٔ تلافی‌جویانه است.[۶][۷] ابعاد این کتاب نیز، ۲۳×۳۰ سانتی‌متر و تعداد صفحات آن، ۷۵ برگ است. نوشته‌های این کتاب به رنگ سیاه و قرمز است.[۸]

## آموزش
جلسه آشناسازی رئیس‌جمهور در مورد نحوه فعال‌سازی آن‌ها پیش از مراسم تحلیف به دور از انظار عمومی و به صورت محرمانه برگزار می‌شود.

## عملکرد
در زمان نیاز، رئیس‌جمهور می‌تواند توسط کارت پلاستیکی، هویت خود را به عنوان فرمانده کل قوا ثابت کرده و با استفاده از کتاب سیاه، از میان گزینه‌های حمله، انتخاب کند. پس از اینکه رئیس‌جمهور گزینه حمله‌اش را از یک فهرست آماده شده طولانی انتخاب کرد، این فرمان از طریق ریاست ستاد مشترک ارتش (ایالات متحده آمریکا) به اتاق جنگ پنتاگون و بعد توسط کدهای شناسایی محرمانه به پایگاه نیروی هوایی اوففوت متعلق به فرماندهی یکپارچه مبارزاتی ایالات متحده آمریکا در ایالت نبراسکا انتقال داده می‌شود. فرمان آتش به خدمه شروع واقعی حمله با استفاده از کدهای رمزگذاری شده ارسال می‌شود که باید با کدهای محرمانه داخل گاوصندوق‌های آنها تطبیق داشته باشد.

## تصمیم‌گیری
اگر حمله، یک تصمیم سیاسی سنجیده طولانی مدت (مانند حمله پیش‌گیرانه) باشد، آنگاه افراد بسیاری مانند معاون رئیس‌جمهور ایالات متحده آمریکا، مشاور امنیت ملی (آمریکا)، وزیر دفاع، رئیس ستاد مشترک نیروهای مسلح و بیشتر اعضای کابینه ایالات متحده آمریکا احتمالاً در فرایند تصمیم‌گیری دخیل خواهند بود.
اما اگر آمریکا با تهدید استراتژیک قریب‌الوقوعی مواجه باشد، مثلاً اگر پرتاب یکی از موشک‌های بالستیک قاره‌پیما از جانب یک کشور متخاصم شناسایی شود و دقایقی تا رسیدن به آمریکا مانده باشد، آنگاه رئیس‌جمهور، آزادی عمل فوق‌العاده‌ای برای تصمیم‌گیری فردی، جهت آغاز حمله دارد.

## انتقادها
- اگر رئیس‌جمهور آمریکا در واکنش به یک هشدار اشتباه، از جنگ‌افزار هسته‌ای استفاده کند در آن صورت ناخواسته جنگ هسته‌ای آغاز می‌شود.[۱]
- اگر حمله در شب رخ دهد و رئیس‌جمهور خواب باشد با وجود تنها چند دقیقه برای تصمیم‌گیری، او حتی وقت ندارد هشیاری خود را باز یابد تا تصمیم درستی برای استفاده از جنگ‌افزار هسته‌ای بگیرد.[۱]
- در اوت ۱۹۷۴ که ریچارد نیکسون درگیر رسوایی واترگیت بود از نظر بالینی افسرده و از نظر عاطفی پريشان بود. او نوشیدنی الکلی زیادی می‌نوشید و بیشتر مواقع رفتار عجیبی از خود نشان می‌داد. اما همچنان صلاحیت پرتاب موشک های هسته‌ای را داشت.[۱]